# Prosser, Washington
Prosser är administrativ huvudort i Benton County i delstaten Washington i USA. Orten har fått namn efter militären William Farrand Prosser. Vid 2010 års folkräkning hade Prosser 5 714 invånare.